# 上拿撒勒夏普爾足球會
上拿撒勒夏普爾足球會(Hapoel Nazareth Illit Football Club) (希伯來語：מועדון כדורג להפועל נצרת עילית)是一支位於以色列上拿撒勒的職業足球會，目前於以色列足球甲級聯賽角逐。

## 榮譽
- 以色列足球丙級聯賽
  - 冠軍 1975–76
- 以色列足球丁級聯賽
  - 冠軍 1971–72

## 外部連結
- Hapoel Nazareth Illit Israel Football Association （希伯来文）